# يان كارلسون (لاعب كرة قدم)
يان كارلسون هو لاعب كرة قدم سويدي، ولد في 4 ديسمبر 1940. شارك مع منتخب السويد لكرة القدم. أما مع النوادي، فقد لعب مع نادي يورغوردينس.

## وصلات خارجية
- يان كارلسون على موقع قاعدة بيانات كرة القدم.إي يو (الإنجليزية)
- يان كارلسون على موقع ناشيونال فوتبول تيمز (الإنجليزية)
- يان كارلسون على موقع عالم كرة القدم.نت (الإنجليزية)